# مویز گارسیا روزا
مویز گارسیا روزا (انگلیسی: Moisés García؛ زادهٔ ۳۱ اکتبر ۱۹۸۹) بازیکن فوتبال اهل اسپانیا است که برای هرکولس در پست مدافع میانی بازی می‌کند.